# Матвеев, Николай Васильевич (музыкант)
Никола́й Васи́льевич Матве́ев (1909—1992) — церковный музыкант, архитектор; руководитель (регент) правого хора в московском Скорбященском храме на Большой Ордынке (1948—1992).

## Биография
Родился 5 февраля 1909 года в Вильно в семье железнодорожного служащего и домохозяйки. В 1914 году его семья переехала в Новозыбков, затем в Сергиев Посад, где он начал петь в церковном хоре Ильинского храма. С пятнадцати лет начал руководить любительским церковным хором; учился в музыкальной школе. С 1927 года руководил церковными хорами в Загорске и Тарасовке.
В 1930 году окончил дирижёрско-хоровое отделение (вечернее) 1-го музыкального техникума. В 1935 году с окончил Московский архитектурный институт; работал в разных проектных организациях. Одновременно учился на заочном отделении дирижёрского факультета Музыкально-педагогического института им. Гнесиных. Был начальником строительства ЖСК.
Член Союза архитекторов СССР с 1935 года. Член секции охраны памятников Союза архитекторов.
С 1948 года — руководитель хора в Скорбященском храме на Ордынке, в котором Главным управлением по охране архитектурных памятников был также назначен «хранителем памятника и руководителем восстановительными работами».
С 1969 года преподавал в Московской духовной академии новый предмет — историю церковного пения, возглавлял Регентский класс; под его редакцией был составлен «Обиход церковного пения» в 3-х частях (всенощная, литургия, осмогласие) для академического церковного хора и для преподавания в семинарии курса церковного пения. С 1970 года — заведующий кафедрой церковного пения в МДА. За время работы в МДА был награждён орденами Св. равноапостольного князя Владимира III и II степени и двумя Патриаршими грамотами.
В его хоре на Ордынке пел ряд солистов Большого театра; хор получил признание в музыкальных кругах. В годовщины смерти композитора П. И. Чайковского (8 ноября — во избежание совпадения с празднованием Октябрьской революции) исполнялась «Литургия Иоанна Златоуста», написанная Чайковским, а также «Всенощная» С. В. Рахманинова (в советское время не исполнявшиеся в каких-либо светских учреждениях, равно как и в прочих храмах, — что привлекало поклонников творчества композиторов).
В 1984 году был награждён «Гран при» французской фирмой грамзаписи; также был награждён орденами РПЦ.
Скончался 8 июня 1992 года; отпет 11 июня в Скорбященском храме; похоронен на Ваганьковском кладбище.

## Сочинения
- Хоровое пение. Учебное пособие по хороведению. — М., 1998.